# Piaski
Piaskiⓘ (anteriormente Piaski Luterskie ou Piaski Wielkie) é um município no leste da Polônia, na voivodia de Lublin e no condado de Świdnik. É a sede da comuna urbano-rural de Piaski, localizada às margens do rio Giełczew.
Estende-se por uma área de 8,4 km², com 2 505 habitantes, segundo o censo de 31 de dezembro de 2021, com uma densidade populacional de 298,2 hab./km².

## Localização
Historicamente, Piaski está localizada na região de Lublin (inicialmente na Terra de Sandomierz e depois na Terra de Lublin). Entre 1975 e 1998, a cidade pertenceu administrativamente à voivodia de Lublin. Atualmente, ela faz parte da aglomeração de Lublin.
Conforme a regionalização físico-geográfica da Polônia, Piaski está localizada no planalto de Giełczewska e parcialmente no planalto de Świdnicki.

## Demografia
Conforme os dados do Escritório Central de Estatística da Polônia (GUS) de 31 de dezembro de 2022, Piaski é uma cidade muito pequena com uma população de 2 433 habitantes (35.º lugar na voivodia de Lublin e 804.º na Polônia), tem uma área de 8,4 km² (37.º lugar na voivodia de Lublin e 664.º lugar na Polônia) e uma densidade populacional de 289 hab./km² (34.º lugar na voivodia de Lublin e 744.º lugar na Polônia). Nos anos 2002–2021, o número de habitantes diminuiu 7,1%.
Os habitantes de Piaski constituem cerca de 3,44% da população do condado de Świdnik, constituindo 0,12% da população da voivodia de Lublin.
| Descrição                         | Total      | Total   | Mulheres   | Mulheres | Homens     | Homens  |
| --------------------------------- | ---------- | ------- | ---------- | -------- | ---------- | ------- |
| unidade                           | habitantes | %       | habitantes | %        | habitantes | %       |
| população                         | 2 433      | 100     | 1 301      | 53,5     | 1 132      | 46,5    |
| superfície                        | 8,4 km²    | 8,4 km² | 8,4 km²    | 8,4 km²  | 8,4 km²    | 8,4 km² |
| densidade populacional (hab./km²) | 289        | 289     | 154,6      | 154,6    | 134,4      | 134,4   |

## História
Nos anos de 1573 a 1642, havia uma igreja ariana na cidade, cujo pároco era o famoso Marcin Krowicki. Em 1642, logo após Andrzej Wiszowaty ser nomeado ministro da igreja, Adam Suchodolski fechou a igreja. Em 1649, Suchodolski, um calvinista, construiu uma igreja para sua religião. Sob o patrocínio dos Suchodolskis, Piaski Wielkie, então chamado Lutherskie, tornou-se o centro do evangelicalismo na região de Lublin. Em 1783, o patrono Teodor Suchodolski ergueu uma nova igreja de tijolos, cujas ruínas sobreviveram até hoje. Depois que Piaski foi vendida pela família Suchodolski, a paróquia calvinista foi liquidada em 1849.
Durante a Primeira Guerra Mundial, a cidade foi seriamente danificada. A lista preparada por Henryk Wiercieński dá o número de 93 propriedades destruídas (de 259 existentes), e a lista estatística de Limanowski mostra um número semelhante de propriedades destruídas: 90 de 266 (ou seja, 33,8%). Conforme o relato de uma testemunha ocular (relatório de Siedlecki Da Terra de Lublin): “Toda a parte central da cidade foi queimada; casas de dois andares totalmente queimadas, construídas com pedras locais; até das janelas do porão as chamas devem ter escapado devido a suas molduras pretas e desmoronadas. Toda a rua principal parece estranhamente transparente, porque as janelas vazias deixam entrar a luz do céu, e através dos portões queimados vê-se através das casas em ruínas fileiras profundas das mesmas ruínas ocupando um espaço enorme.”
Até 1939, uma grande comunidade judaica vivia em Piaski. Durante a ocupação, os alemães criaram um gueto aqui. Além dos judeus locais, os judeus expulsos da Alemanha (incluindo Berlim, Munique e Szczecin), bem como de Lublin, Cracóvia e do Protetorado da Boêmia e Morávia, foram assentados lá. Um total de cerca de 11 000 judeus passaram pelo gueto em Piaski. Quase todos eles morreram de fome e doenças ou foram exterminados nos campos de extermínio em Bełżec e Sobibor.
A igreja foi incendiada durante a Segunda Guerra Mundial − como resultado da reconstrução, perdeu suas características estilísticas.
Até a década de 1980, Piaski organizava feiras hípicas semanais conhecidas em toda a região. Atualmente, elas são realizadas todas as quartas-feiras. A cidade também é conhecida pela chamada “Tripa Piaseckie” − esta é uma receita especial para preparar tripas. Atualmente servida em vários restaurantes.

## Turismo

### Monumentos históricos
- Casa do organista da virada do século XX,
- Edifício onde antigamente eram cobradas taxas para entrar na cidade, do século XIX,
- Igreja da Elevação da Santa Cruz,
- Torre sineira barroca da segunda metade do século XVIII (agora ligeiramente modernizada).
- Ruínas de uma igreja calvinista de 1783–1785,
- Antigo cemitério judaico,
- Novo cemitério judaico.

Outros objetos
- Monumento dedicado à memória do último partisan, Józef Franczak
- Em Piaski existe uma antena de rádio e televisão com 342 metros de altura (sem a antena transmissora superior, com cerca de 25 metros de altura).

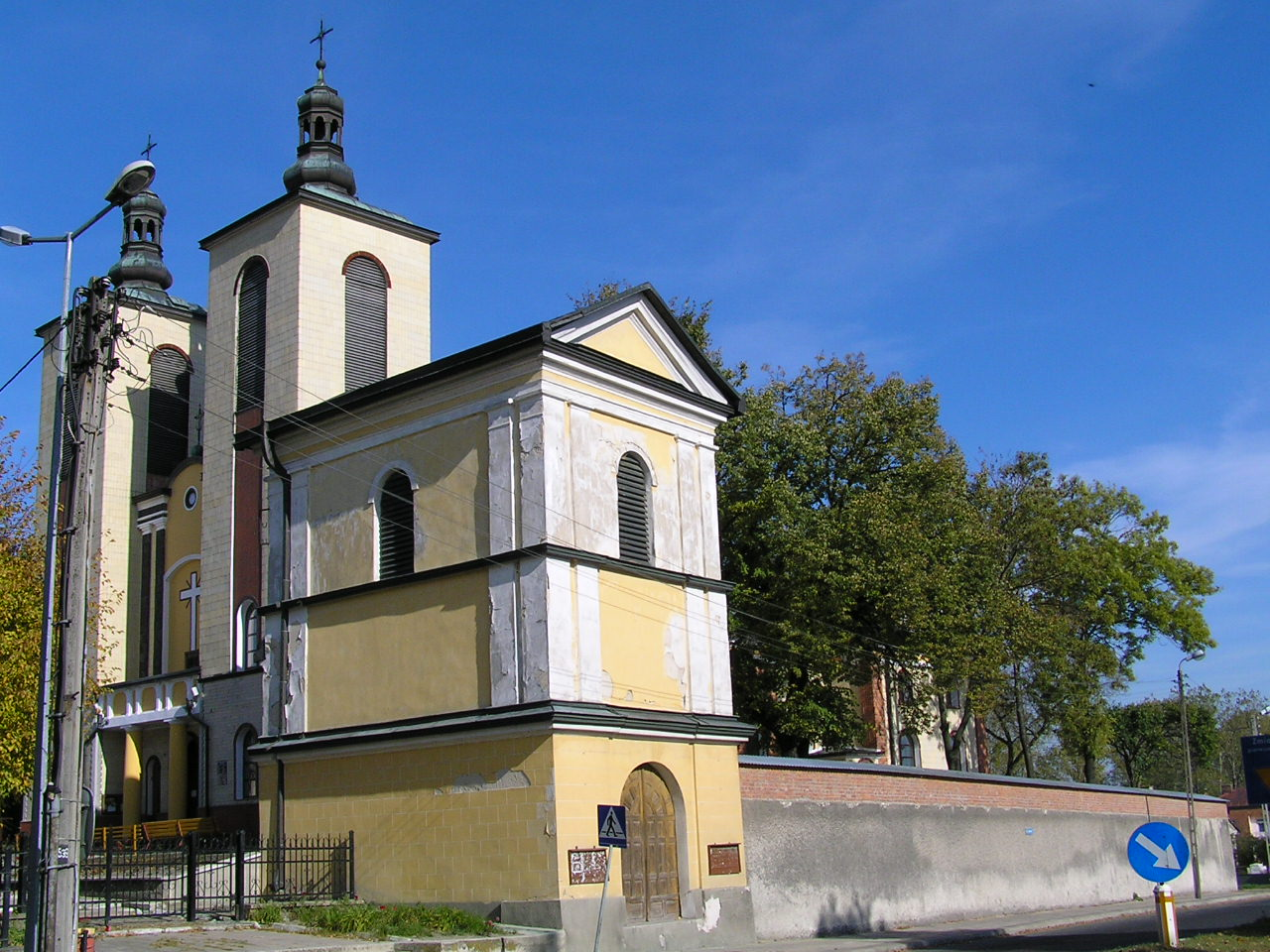
Igreja da Elevação da Santa Cruz com a torre sineira
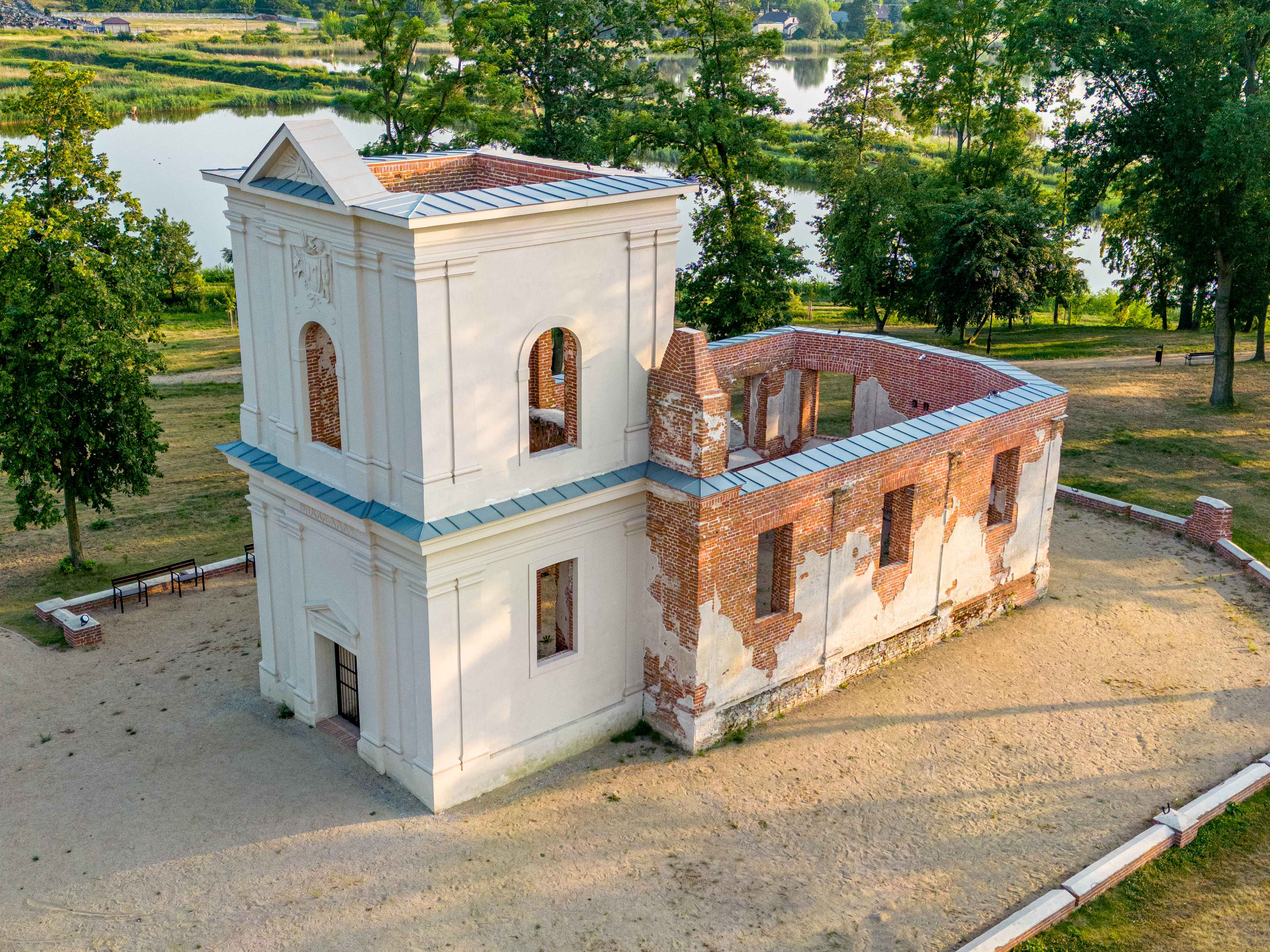
Ruínas da igreja calvinista
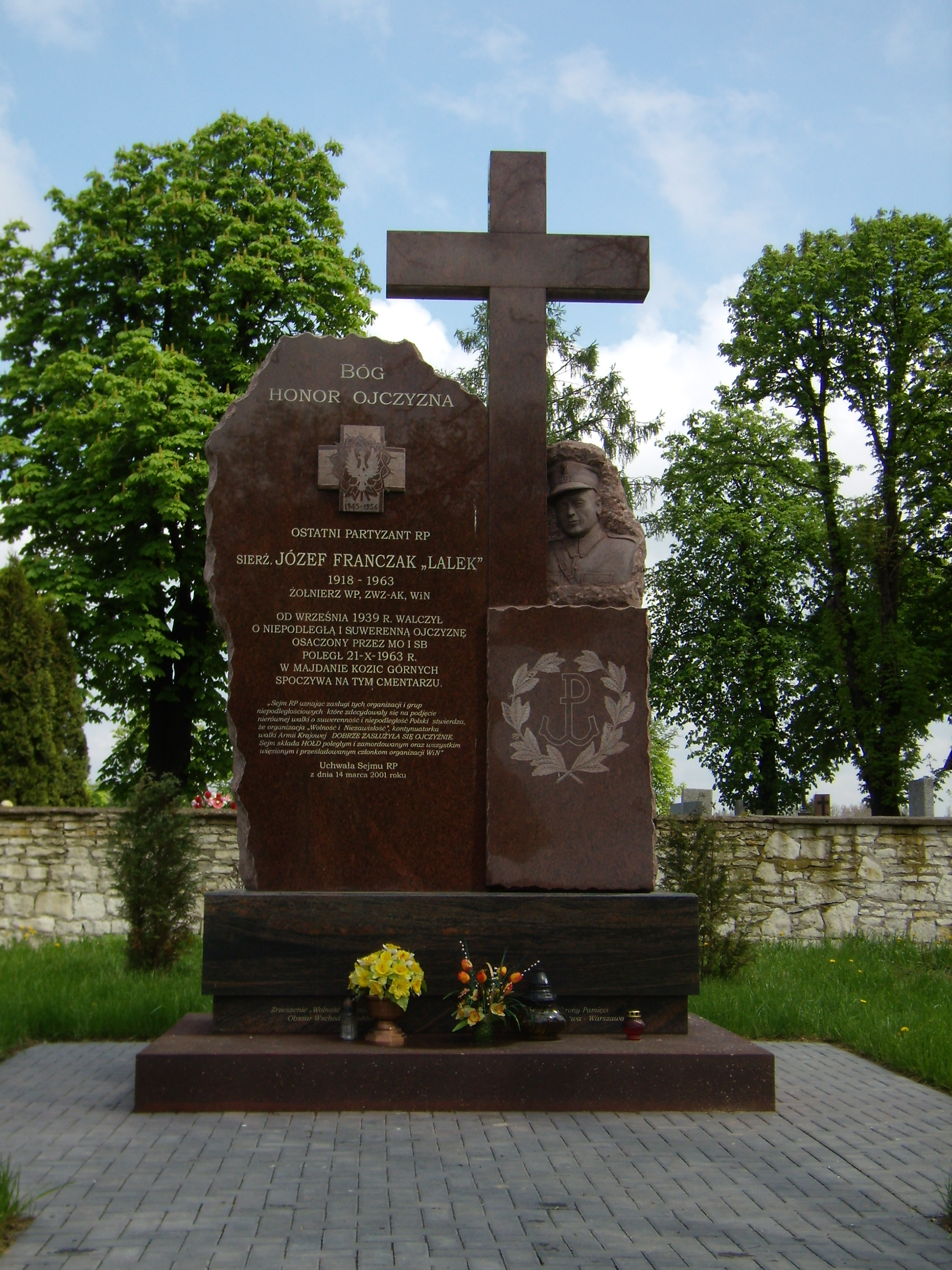
Monumento ao Sargento Józef Franczak

## Educação
- Jardins de infância:
  - Jardim de infância municipal e comunal, rua Marechal Józef Piłsudski 12[9]
- Escolas primárias:
  - Escola primária Nicolau Copérnico, rua Adam Mickiewicz 2[10]
- Ginásios:
  - Ginásio n.º 1 Antoni Norberto Patek, rua Partyzantów 19[11]
- Escolas Secundárias:
  - Complexo escolar, rua Partyzantów 19[12]

## Cultura
Há um centro cultural na cidade, localizado na rua Lublin 22. As suas salas são ocupadas, entre outras, por uma sala de cinema, uma academia esportiva e a Biblioteca Pública Municipal.

## Esportes
- LKS Piaskovia Piaski − clube esportivo[14]
- UKS Piaski − um clube em uma escola primária

Há um estádio de futebol na cidade, modernizado conforme as exigências das equipes participantes dos jogos do campeonato regional.

## Transportes

### Transporte rodoviário
A cidade é um cruzamento das seguintes rodovias:
- / Estrada nacional n.º 12 (estrada europeia E373)/via expressa S12: fronteira do país — Łęknica — Żary — Leszno — Kalisz — Sieradz — Piotrków Trybunalski — Radom — Lublin — Chełm — Berdyszcze — fronteira do país
- / Estrada nacional n.º 17 (estrada europeia E372)/via expressa S17 (estrada europeia E372): Zakręt — Lublin — Zamość — Hrebenne — fronteira do país
- Estrada provincial n.º 836: Bychawa — Piaski
- Estrada provincial n.º 837: Piaski — Sitaniec

### Transporte público coletivo
Piaski tem conexões diretas de ônibus com Lublin, Varsóvia, Krasnystaw, Żółkiewka, Chełm, Zamość, Hrubieszów e outras. Elas são operadas pela PKS Leste e empresas privadas.

## Comunidades religiosas
- Igreja Católica de Rito Latino:
  - Paróquia da Exaltação da Santa Cruz[15]
- Testemunhas de Jeová:
  - Igreja em Piaski (incluindo um grupo de língua romani (Polônia)), (Salão do Reino, rua Makarewicka 3)